# Новоалексеевка (Чистоозёрный район)
Новоалексеевка — деревня в Чистоозёрном районе Новосибирской области. Входит в состав Новопесчанского сельсовета.

## География
Площадь деревни — 58 гектаров.

## Население
| 2002 | 2007 | 2010 |
| ---- | ---- | ---- |
| 16   | ↘7   | ↘5   |

## Инфраструктура
В деревне по данным на 2007 год отсутствует социальная инфраструктура.